# Маринчик Станіслав Гаврилович
Станіслав Гаврилович Маринчик (25 липня 1937, м. Ічня Чернігівської області - 29 грудня 2021, там же) — український письменник, режисер і кіносценарист.

## Освіта
Закінчив філологічний факультет Бєлгородського державного педагогічного інституту.

## Творчість
Автор кінопортретів про видатних земляків «Творець незвичайного», «Чародій», «Повторився в учнях», «Вірність», «Душа до творчості охоча» та ін.; книжки «Біле латаття» та творів у 2-х томах. Засновник самодіяльних кіностудій "Заспів" та "Сівач". 

## Літературна діяльність
Книги:
- Маринчик С. Г. Біле латаття : повісті, оповідання, вірші, кіносценарії / С. Г. Маринчик. - Чернігів : Редакційно-видавничий відділ обласного управління по пресі, 1995. - 110 с. Маринчик С. Г. Срібне весілля : роман / С. Г. Маринчик. - Чернігів : Чернігівські обереги, 2002. - 195 с.
- Маринчик С. Г. Сузір'я талантів (літературні портрети земляків) : зб. біограф. нарисів / Станіслав Маринчик. - Вид. 7-ме, допов. - Чернігів : Десна Поліграф, 2020. - 642 с.
- Маринчик С. Г. Твори : в 2 т. Т. 1. Полустанок смерті : повість ; Квітка папороті : кінороман / С. Г. Маринчик. - Чернігів : [б. в.], 2001. - 253 с.
- Маринчик С. Г. Твори : в 2 т. Т. 2. Якось по війні .. Срібний мерседес : оповідання / С. Г. Маринчик. - Чернігів : [б. в.], 2001. - 217 с.
- Маринчик С. Г. У нас в Озерах : прозові твори / Станіслав Маринчик. - Чернігів : Десна Поліграф, 2011. - 295 с.

Статті:
- Маринчик С. Бабине літо: оповідання / С. Маринчик // Літературний Чернігів. - 2003. - № 1. - С. 9-14.

## Відзнаки
- Заслужений працівник культури України.
- Лауреат обласної премії імені М. Коцюбинського
- Лауреат Міжнародної літературної премії імені Миколи Гоголя, премії імені Пантелеймона Куліша та інших премій.
- Нагороджений медаллю Івана Мазепи (2016).[1]